# Витьюм (Кировская область)
Витьюм — деревня в Санчурском муниципальном округе Кировской области России.

## География
Деревня находится в юго-западной части Кировской области, в зоне хвойно-широколиственных лесов, на расстоянии приблизительно 4 километров к западу от деревни Актаиха, на берегу реки Витьюмка.
Климат
Климат характеризуется как умеренно континентальный, с умеренно холодной снежной зимой и тёплым летом. Среднегодовая температура — 1,5 °C. Абсолютный минимум температуры воздуха самого холодного месяца (января) составляет −45 °C; абсолютный максимум самого тёплого месяца (июля) — 37 °C. Годовое количество атмосферных осадков — 687 мм, из которых большая часть выпадает в тёплый период.

## Население
Согласно переписи населения 2010 года население деревни составляет 
1. Н/Д[4] человек.[5]

Половой состав
По данным Всероссийской переписи населения 2010 года в гендерной структуре населения мужчины составляли 49 %, женщины — соответственно 51 %.

## Известные уроженцы
Колотыгин Василий Фёдорович (1918—1985) — командир отделения 91 отдельной гвардейской роты связи 60-й гвардейской стрелковой дивизии 3 гвардейской армии, гвардии старший сержант. Участник Великой Отечественной войны (1941―1945). Кавалер орденов Славы и Отечественной войны (дважды). Член ВКП(б) с 1943 года.